# Пенициллин (комплекс артразведки)
«Пенициллин», 1Б75 — российский комплекс артиллерийской разведки; предназначен для выявления огневых позиций ствольной и реактивной артиллерии, а также зенитных и тактических ракет.
«Пенициллин» разработан на предприятии НИИ «Вектор», входящем в «Росэлектронику». 
Испытания данного комплекса завершили в ноябре 2018 года. 
Первые комплексы поставлены в войска в декабре 2020 года.

## Общая информация
Комплекс принимает и обрабатывает акустические и тепловые волны от выстрелов (разрывов) и выдаёт информацию о месте разрыва снарядов, точности попадания, а также сообщает место положения орудий противника; осуществляет поиск огневых позиций артиллерийских орудий, миномётов, РСЗО и стартовых позиций зенитных и тактических ракет противника в радиусе до 25 километров с одновременной корректировкой стрельбы своей артиллерии.
Время получения координат одиночной цели не превышает пяти секунд. Кроме того, «Пенициллин» заранее определяет места падения снарядов противника.
В комплексе «Пенициллин» (1Б75 ) используют четыре звукотепловых локатора, большую стабилизационную платформу и оптико-электронный модуль для определения шумов и кинетической энергии. Комплекс оснастили шестью обычными и шестью тепловизионными камерами для высокоскоростной сортировки[уточнить] данных.
Дальность радиосвязи с внешними абонентами достигает 40 км. Комплекс может корректировать огонь как одной батареи, так и поочерёдно каждой батареи дивизиона.
Во избежание ошибок «человеческого фактора» комплекс полностью автоматизирован. Комплекс эффективно работает в любое время суток при температуре от минус 40 до плюс 50 градусов Цельсия. Систему устанавливают на шасси «КамАЗа», её разведывательный оптико-электронный модуль крепят на подъёмной мачте.
Отличие «Пенициллина» от американских РЛС контрбатарейной борьбы AN/TPQ-36 в том, что в его работе не используют радиоволны, поэтому его нельзя засечь радиотехническими средствами и подавить системами радиоэлектронной борьбы.